# Maurizio
Maurizio est un duo de producteurs de musique électronique composé de Moritz von Oswald (né en 1962) et Mark Ernestus (né en 1963), basé à Berlin. Maurizio est à la fois le nom du label et le nom du groupe.
Leur style oscille entre techno minimale et dub techno. Maurizio fait partie des artistes les plus respectés dans le milieu techno, notamment du fait de leurs productions sur le label Basic Channel, dont Maurizio est une division. C'est eux qui ont donné au minimalisme tout son sens dans le domaine de la musique électronique populaire.
Les maxis du label Maurizio ont connu trois éditions successives : une première édition limitée sur vinyle coloré, une seconde en vinyle noir courant, puis en 2003 une réédition sur vinyle transparent marbré.

## Discographie du label Maurizio
- M-1 - Måuriziö - Ploy (12") (Underground Resistance Remix)
- M-2 - Vainqueur - Lyot (12")
- M-3 - Maurizio - Domina (12") (Carl Craig Remix)
- M-4 - Maurizio - M-4 (12")
- M-4.5 - Maurizio - M-4.5 (12")
- M-5 - Maurizio - M-5 (12")
- M-6 - Maurizio - M-6 (12")
- M-7 - Maurizio - M-7 (12")
- M-CD - Maurizio - M-Series (CD)

## Pseudonymes du duo Maurizio
- Basic Channel
- Cyrus
- Quadrant
- Rhythm & Sound
- Round One, Round Two, Round Three, Round Four, Round Five